# Обертова симетрія

Тріскеліон, що відображається на прапорі острова Мен, має симетрію обертання, оскільки він виглядає однаковим, якщо повернути його на третину повного обороту навколо свого центру. Через те, що його зовнішній вигляд ідентичний у трьох різних орієнтаціях, його обертальна симетрія є трикратною.

Обертальна симетрія, також відома в біології як радіальна симетрія, — це властивість форми, коли вона виглядає однаково після деякого обертання частковим поворотом. Ступінь обертальної симетрії об'єкта — це кількість чітких обертів, у яких він виглядає абсолютно однаковим для кожного положення.

## Формальне трактування
Формально обертальна симетрія є симетрією відносно деяких або всіх обертань у m -вимірному евклідовому просторі . Повороти — це прямі ізометрії, тобто ізометрії, що зберігають орієнтацію . Отже, група симетрії обертової симетрії є підгрупою E + (m) (див. Групу Евкліда).
Симетрія всіх обертань відносно всіх точок передбачає поступальну симетрію щодо всіх трансляцій, тому простір однорідний, а група симетрії — це ціле E (m). З модифікованим поняттям симетрії для векторних полів група симетрії також може бути E + (m).
Для симетрії обертань навколо точки ми можемо взяти дану точку за початок. Ці обертання утворюють спеціальну ортогональну групу SO (m), групу m × m ортогональних матриць з детермінантом 1. Для m = 3 це група обертання SO (3) .
В іншому визначенні слова, групою обертання об'єкта є група симетрії в межах E + (n), група прямих ізометрій ; іншими словами, перетин групи повної симетрії та групи прямих ізометрій. Для хіральних об'єктів це те саме, що і повна група симетрії.
Закони фізики SO (3) -інваріантні, якщо вони не розрізняють різних напрямків у просторі. Через теорему Нетера обертальна симетрія фізичної системи еквівалентна закону збереження моменту імпульсу .

### Дискретна обертальна симетрія
Обертальна симетрія порядку n, також звана n- кратною симетрією обертання або дискретною симетрією обертання n- го порядку щодо певної точки (у 2D) або осі (у 3D) означає, що обертання на кут 360 ° / n (180 °, 120 °, 90 °, 72 °, 60 °, 51  ° і т. д.) не змінює об'єкт. «1-кратна» симетрія — це відсутність симетрії (всі об'єкти виглядають однаково після обертання на 360 °).
Позначення n- кратної симетрії дорівнює C n або просто " n ". Фактична група симетрії визначається точкою або віссю симетрії разом з n . Для кожної точки або осі симетрії абстрактним типом групи є циклічна група порядку n, Z n . Хоча для останнього також використовується позначення C n, слід розрізняти геометричний та абстрактний C n : існують інші групи симетрії того самого типу абстрактної групи, які геометрично відрізняються, див. Групи циклічної симетрії у 3D .
Основним доменом є сектор 360 ° / п.
Приклади без додаткової симетрії відображення :
- n = 2, 180 °: діада ; літери Z, N, S; контури, хоча і не кольори, символу інь та ян ; прапор Союзу (поділений вздовж діагоналі прапора та обертається навколо центральної точки прапора)
- n = 3, 120 °: тріада, трискеліон, боромеївські кільця ; іноді використовується термін тристороння симетрія ;
- n = 4, 90 °: тетрада, свастика
- n = 6, 60 °: шестигранник, зірка Давида
- n = 8, 45 °: октада, восьмикутні мукарни, комп'ютерні (CG), стеля

C n — група обертання правильного n- бічного багатокутника в 2D та регулярної n- сторонній піраміди в 3D.
Якщо існує, наприклад, обертальна симетрія відносно кута 100 °, то також щодо одного з 20 °, найбільшого спільного дільника 100 ° та 360 °.
Типовий тривимірний об'єкт із симетрією обертання (можливо, також з перпендикулярними осями), але без дзеркальної симетрії, є гвинтом .

### Приклади
| C2 (більше)                            | C3 (більше)                                                       | C4 (більше) | C5 (більше)                           | C6 (більше)                       |
| -------------------------------------- | ----------------------------------------------------------------- | ----------- | ------------------------------------- | --------------------------------- |
| </img> </br> Подвійний маятник фрактал | </img> </br> Круговий рух дорожній знак                           |             | </img> </br> Зірка з двохсотріччя США | </br> Коло на полях в перспективі |
| </img> </br> Вихідне положення в шогі  | </img> </br> Snoldelev камінь сблокирован "s ріг для пиття дизайн | </img>      | </img>                                | </img>                            |

### Кілька осей симетрії через одну і ту ж точку
Для дискретної симетрії з кількома осями симетрії через одну точку існують такі можливості:
- На додаток до n -кратної осі, n перпендикулярних 2-кратних осей: двогранні групи D n порядку 2 n (n ≥ 2). Це група обертання регулярної призми або регулярної біпіраміди . Незважаючи на те, що використовуються однакові позначення, слід розрізняти геометричну та абстрактну D n : існують інші групи симетрії того самого типу абстрактної групи, які геометрично відрізняються, див. Групи двогранних симетрій у 3D .
- 4 × 3-кратні та 3 × 2-кратні осі: група обертання Т порядку 12 правильного тетраедра . Група ізоморфна змінній групі A 4 .
- 3 × 4-кратні, 4 × 3-кратні та 6 × 2-кратні осі: група обертання О порядку 24 куба і правильного октаедра . Група ізоморфна симетричній групі S 4 .
- 6 × 5-кратна, 10 × 3-кратна та 15 × 2-кратна осі: група обертання Я порядку 60 додекаедра та ікосаедра . Група ізоморфна змінній групі A 5 . Група містить 10 версій D 3 та 6 версій D 5 (ротаційні симетрії, такі як призми та антипризми).

У випадку з платонівськими твердими тілами 2-кратні осі проходять через середини протилежних ребер, і їх кількість становить половину числа ребер. Інші осі проходять через протилежні вершини та через центри протилежних граней, за винятком випадку тетраедра, де 3-кратні осі проходять через одну вершину та центр однієї грані.

### Обертальна симетрія щодо будь-якого кута
Обертальна симетрія відносно будь-якого кута є, у двох вимірах, круговою симетрією . Фундаментальним доменом є напівлінія .
У трьох вимірах ми можемо розрізнити циліндричну симетрію та сферичну симетрію (без змін при обертанні навколо однієї осі або при будь-якому обертанні). Тобто, відсутність залежності від кута за допомогою циліндричних координат і відсутність залежності від будь-якого кута за допомогою сферичних координат . Основною областю є напівплощина через вісь і радіальна напівлінія відповідно. Осісиметрична - це прикметники, що відносяться до об'єкта, що має циліндричну симетрію, або осесиметрію (тобто обертальну симетрію відносно центральної осі), як пончик (тор). Прикладом приблизної сферичної симетрії є Земля (щодо щільності та інших фізико-хімічних властивостей).
4D безперервна або дискретна обертальна симетрія відносно площини відповідає 2D обертальній симетрії в кожній перпендикулярній площині, відносно точки перетину. Об'єкт може також мати обертальну симетрію навколо двох перпендикулярних площин, наприклад, якщо це декартовий добуток двох обертально-симетричних 2D фігур, як, наприклад, у випадку дуоциліндра та різних регулярних дуопризьм .

### Обертальна симетрія з поступальною симетрією
| </img> </br> Розташування в примітивній клітині 2-х та 4-кратних ротоцентрів. Основний домен позначений жовтим кольором. | </img> </br> Розміщення в примітивній комірці з 2-, 3- та 6-кратних ротоцентрів, окремо або в комбінації (розгляньте 6-кратний символ як комбінацію 2- та 3-кратного символу); лише у випадку 2-кратної симетрії форма паралелограма може бути різною. Для випадку p6 основний домен позначений жовтим кольором. |

Двократна обертальна симетрія разом з одиночною поступальною симетрією є однією з груп Фріза . На одну примітивну клітину припадає два ротоцентри.
Разом із подвійною поступальною симетрією групами обертання є наступні групи шпалер з осями на примітивну комірку:
- p2 (2222): 4 × 2-кратний; група обертання паралелограммової, прямокутної та ромбічної решітки .
- p3 (333): 3 × 3-кратний; не група обертання будь-якої решітки (кожна решітка перевернута однаково, але це не стосується цієї симетрії); це, наприклад, група обертання правильної трикутної плитки з рівносторонніми трикутниками, що чергуються.
- p4 (442): 2 × 4-кратний, 2 × 2-кратний; група обертання квадратної решітки.
- p6 (632): 1 × 6-кратний, 2 × 3-кратний, 3 × 2-кратний; група обертання шестикутної решітки.
- 2-кратні ротоцентри (включаючи можливі 4-кратні та 6-кратні), якщо вони взагалі присутні, утворюють транслят решітки, рівний поступальній решітці, масштабований у 1/2 рази. У разі поступальної симетрії в одному вимірі застосовується подібна властивість, хоча термін «решітка» не застосовується.
- 3-кратні ротоцентри (включаючи можливі 6-кратні), якщо вони взагалі є, утворюють правильну гексагональну решітку, рівну поступальній решітці, повернену на 30 ° (або еквівалентно 90 °) і масштабовану в коефіцієнт {\displaystyle {\frac {1}{3}}{\sqrt {3}}}
- 4-кратні ротоцентри, якщо вони взагалі присутні, утворюють правильну квадратну решітку, рівну поступальній решітці, повернену на 45 ° і масштабовану в коефіцієнт {\displaystyle {\frac {1}{2}}{\sqrt {2}}}
- 6-кратні ротоцентри, якщо вони взагалі є, утворюють правильну шестикутну решітку, яка є транслятором поступальної решітки.

Масштабування решітки це — поділ кількості точок на одиницю площі і на квадрат масштабного коефіцієнта. Отже, кількість 2-, 3-, 4- та 6-кратних ротоцентрів на примітивну клітину становить відповідно 4, 3, 2 та 1, знову ж включаючи 4-кратний як особливий випадок 2-кратного тощо.
3-кратна симетрія обертання в одній точці та 2-кратна в іншій (або, наприклад, у 3D відносно паралельних осей) передбачає групу обертання p6, тобто подвійну поступальну симетрію та 6-кратну обертальну симетрію в якійсь точці (або, в 3D, паралельна вісь). Довжина перекладу для симетрії, відтвореною однією такою парою ротоцентрів, становить {\displaystyle 2{\sqrt {3}}} помножена на відстань між ними.
| Евклідова площина | Гіперболічна площина                                                                                      |
| --- | --- |
| </img> </br> Трикутна черепиця Hexakis, приклад p6, [6,3] +, (632) (з кольорами) та p6m, [6,3], (* 632) (без кольорів); лінії є осями відбиття, якщо кольори ігноруються, та особливим видом осі симетрії, якщо кольори не ігноруються: відбиття повертає кольори. Можна виділити прямокутні лінійні сітки в трьох орієнтаціях. | </img> </br> Замовлення 3-7 kisrhombille, приклад [7,3] + (732) симетрії та [7,3], (* 732) (без кольорів) |

## Дивитися також
- Амбіграма
- Вісь симетрії
- Теорема кристалографічного обмеження
- Лоренцові симетрії
- Трьохвимірні точкові групи
- Гвинтова вісь
- Точки простору
- Поступальна симетрія